# Lista odcinków serialu Dr Ken
Poniżej znajduje się lista odcinków serialu telewizyjnego Dr Ken – emitowanego przez amerykańską stację telewizyjną ABC od 2 października 2015 roku do 31 marca 2017 roku. Powstały dwie serie, które składają się łącznie z 44 odcinków. W Polsce serial jest nieemitowany.
| Sezon | Sezon | Odcinki | Oryginalna emisja   | Oryginalna emisja | Oryginalna emisja | Oryginalna emisja | Oryginalna emisja |
| Sezon | Sezon | Odcinki | Premiera sezonu     | Finał sezonu      | Premiera sezonu   | Finał sezonu      |                   |
| ----- | ----- | ------- | ------------------- | ----------------- | ----------------- | ----------------- | ----------------- |
|       | 1     | 22      | 2 października 2015 | 22 kwietnia 2016  | brak danych       | brak danych       |                   |
|       | 2     | 22      | 23 września 2016    | 31 marca 2017     | brak danych       | brak danych       |                   |

## Sezon 1 (2015-2016)
| №  | #  | Tytuł                      | Reżyseria            | Scenariusz                    | Premiera (ABC)       |
| -- | -- | -------------------------- | -------------------- | ----------------------------- | -------------------- |
| 1  | 1  | Pilot                      | Scott Ellis          | Jared Stern                   | 2 października 2015  |
| 2  | 2  | The Seminar                | Scott Ellis          | Mary Fitzgerald               | 9 października 2015  |
| 3  | 3  | Ken Helps Pat              | Andy Cadiff          | Daniel Libman, Matthew Libman | 16 października 2015 |
| 4  | 4  | Kevin O'Connell            | Mark Cendrowski      | Paul Kaplan, Mark Torgove     | 23 października 2015 |
| 5  | 5  | Halloween Aversary         | Anthony Rich         | Erik Sommers                  | 30 października 2015 |
| 6  | 6  | Ken Teaches Molly a Lesson | Andy Cadiff          | Mike Sikowitz                 | 6 listopada 2015     |
| 7  | 7  | Dr. Wendi: Coming To L.A.! | Ken Whittingham      | Harry Winston                 | 13 listopada 2015    |
| 8  | 8  | Thanksgiving Culture Clash | Ken Whittingham      | Mike O’Connell                | 20 listopada 2015    |
| 9  | 9  | Ken Cries Foul             | Rob Schiller         | Mike Sikowitz                 | 4 grudnia 2015       |
| 10 | 10 | The Master Scheduler       | Beth McCarthy-Miller | Paul O’Toole, Andy St. Clair  | 11 grudnia 2015      |
| 11 | 11 | Delayed in Honolulu        | Anthony Rich         | Mike Sikowitz                 | 8 stycznia 2016      |
| 12 | 12 | Ken's Physical             | Victor Gonzalez      | Paul A. Kaplan, Mark Torgrove | 15 stycznia 2016     |
| 13 | 13 | D.K. and the Dishwasher    | Scott Ellis          | Mary Fitzgerald               | 29 stycznia 2016     |
| 14 | 14 | Dave’s Valentine           | Anthony Rich         | Paul O'Toole, Andy St. Clair  | 5 lutego 2016        |
| 15 | 15 | The Wedding Sitter         | Anthony Rich         | Daniel Libman, Matthew Libman | 19 lutego 2016       |
| 16 | 16 | Meeting Molly’s Boyfriend  | Victor Gonzalez      | Nicole Sun                    | 26 lutego 2016       |
| 17 | 17 | Ken at the Concert         | Scott Ellis          | Nicole Sun                    | 4 marca 2016         |
| 18 | 18 | Dicky Wexler’s Last Show   | Mark Cendrowski      | Erik Sommers                  | 11 marca 2016        |
| 19 | 19 | Ken’s an Expert Witness    | Jean Sagal           | Mike O'Connell                | 18 marca 2016        |
| 20 | 20 | Dave's Sex Talk            | Eric Dean Stanton    | Hilary Winston                | 8 kwietnia 2016      |
| 21 | 21 | Korean Men's Club          | Anthony Rich         | Farhan Arshad                 | 15 kwietnia 2016     |
| 22 | 22 | Ken Tries Stand-Up         | Anthony Rich         | Richard Lowe                  | 22 kwietnia 2016     |

## Sezon 2 (2016-2017)
| №  | #  | Tytuł                           | Reżyseria        | Scenariusz                              | Premiera (ABC)       |
| -- | -- | ------------------------------- | ---------------- | --------------------------------------- | -------------------- |
| 23 | 1  | Career Move                     | Phill Lewis      | Mike Sikowitz                           | 23 września 2016     |
| 24 | 2  | Ken and Allison Share a Patient | Phill Lewis      | Tim Doyle                               | 30 września 2016     |
| 25 | 3  | Ken's Banquet Snub              | Phill Lewis      | Hilary Winston                          | 7 października 2016  |
| 26 | 4  | D.K.'s Divorce                  | Phill Lewis      | Mary Fitzgerald                         | 14 października 2016 |
| 27 | 5  | D.K.’s Korean Ghost Story       | Phill Lewis      | Jim Brandon, Brian Singleton            | 21 października 2016 |
| 28 | 6  | Ken Learns Korean               | Phill Lewis      | Mary Fitzgerald                         | 4 listopada 2016     |
| 29 | 7  | Dave Goes on Shark Tank         | Mark Cendrowski  | Paul O'Toole, Andy St. Clair            | 11 listopada 2016    |
| 30 | 8  | Allison's Thanksgiving Meltdown | Anthony Rich     | Mike Sikowitz                           | 18 listopada 2016    |
| 31 | 9  | D.K.'s New Girlfriend           | Jude Weng        | Nicole Sun                              | 2 grudnia 2016       |
| 32 | 10 | Ken's Apology                   | Anthony Rich     | Hilary Winston                          | 9 grudnia 2016       |
| 33 | 11 | A Park Family Christmas         | Eric Dean Seaton | Tim Doyle                               | 16 grudnia 2016      |
| 34 | 12 | Ken's New Intern                | Anthony Rich     | Jim Brandon, Brian Singleton            | 6 stycznia 2017      |
| 35 | 13 | Jae Meets the Parks             | Anthony Rich     | Warren Hutcherson                       | 13 stycznia 2017     |
| 36 | 14 | A Day in the Life               | Anthony Rich     | Mary Fitzgerald                         | 20 stycznia 2017     |
| 37 | 15 | Ken and the Basketball Star     | Anthony Rich     | Paul O'Toole, Andy St. Clair            | 27 stycznia 2017     |
| 38 | 16 | A Dr. Ken Valentine's Day       | Phill Lewis      | Hilary Winston                          | 3 lutego 2017        |
| 39 | 17 | Pat's Rash                      | Anthony Rich     | Lisa McQuillan                          | 17 lutego 2017       |
| 40 | 18 | Allison Finds a Lump            | Phill Lewis      | Jim Brandon, Brian Singleton, Ken Jeong | 24 lutego 2017       |
| 41 | 19 | Ken's Old Professor             | Mark Cendrowski  | Mike O'Connell                          | 10 marca 2017        |
| 42 | 20 | Ken and the CEO                 | Ron Moseley      | Nicole Sun                              | 17 marca 2017        |
| 43 | 21 | Clark’s Big Surprise            | Phill Lewis      | Lisa McQuillan                          | 24 marca 2017        |
| 44 | 22 | Ken’s Big Audition              | Phill Lewis      | Jim Brandon, Brian Singleton            | 31 marca 2017        |